# آرکادیو ونتوری
آرکادیو ونتوری (به ایتالیایی: Arcadio Venturi) بازیکن فوتبال و اهل ایتالیا است که از سال ۱۹۵۱ میلادی عضو تیم ملی فوتبال ایتالیا بوده و در ۶ بازی ملی حضور داشته‌است. او در بازی‌های ملی‌اش ۱ گل به ثمر رساند.
آرکادیو ونتوری آخرین بازی ملی خود را در سال ۱۹۵۳ میلادی انجام داد.